# سانديرلي بارلا
سانديرلي بارلا (بالبرتغالية: Sanderlei Parrela‏) مواليد 7 أكتوبر 1974 في سانتوس، ساو باولو، ساو باولو، هو عداء برازيلي متخصص في الجري السريع. شارك في دورة الألعاب الأولمبية. أفضل رقم له هو 44.29 ثانية.

## سجل المنافسة
| العام         | المسابقة                                  | المكان              | المركز        | حدث           | ملاحظة        |
| يمثل البرازيل | يمثل البرازيل                             | يمثل البرازيل       | يمثل البرازيل | يمثل البرازيل | يمثل البرازيل |
| ------------- | ----------------------------------------- | ------------------- | ------------- | ------------- | ------------- |
| 1990          | بطولة أمريكا الجنوبية لألعاب القوى للشباب | ليما، بيرو          | 2             | 400 م         | 50.3 s        |
| 1990          | بطولة أمريكا الجنوبية لألعاب القوى للشباب | ليما، بيرو          | 2             | 4x400 م تتابع | 3:24.0 د      |
| 1992          | بطولة العالم للناشئين لألعاب القوى 1992   | سول، كوريا الجنوبية | 35            | 400 م         | 49.64         |
| 1992          | بطولة العالم للناشئين لألعاب القوى 1992   | سول، كوريا الجنوبية | 13            | 4×400م تتابع  | 3:16.35       |

## روابط خارجية
- سانديرلي بارلا على موقع الاتحاد الدولي لألعاب القوى (الإنجليزية)
- سانديرلي بارلا على موقع اللجنة الأولمبية الدولية (الإنجليزية)
- سانديرلي بارلا على موقع أوليمبيديا (الإنجليزية)